# Qatna
Qatna (árabe قطنا, moderno Tel el-Mishrife, árabe المشرفة) es un sitio arqueológico en el wadi il-Aswad, un tributario del río Orontes, 18 km al noreste de Homs, en Siria. Comprende un tell de 1 km² con uno de los pueblos más extensos de la Edad de Bronce en Siria Occidental. El tel se encuentra en el borde de la planicie del desierto sirio hacia la cuenca fértil de Homs.
Qatna fue una importante metrópolis comercial en el segundo milenio A.C. Controlaba los caminos más importantes de la región, ante todo entre el Antiguo Egipto y Mesopotamia, así como con el reino de los Hititas. Estos destruyeron Qatna en 1340 A.C.. En la Edad de Hierro existía aquí una pequeña comunidad que existió hasta tiempos bizantinos.

## Historia

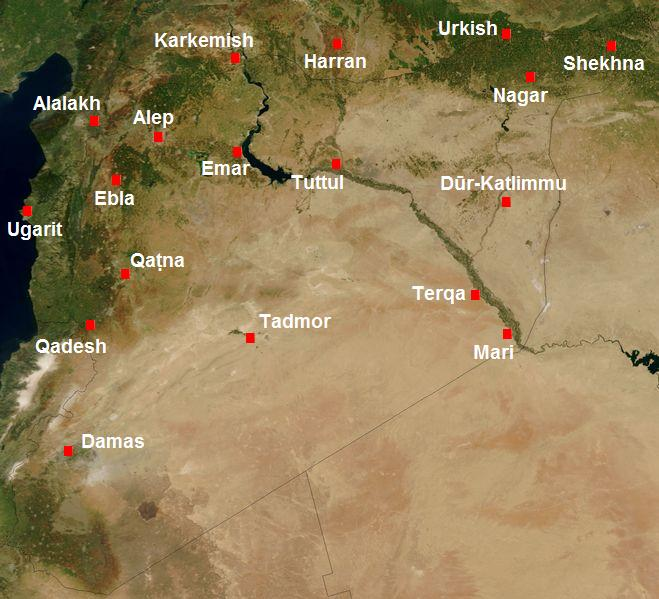
Qatna en el contexto de Siria de la Edad de Bronce

Los restos más antiguos en Qatna se remontan a la mitad y segunda mitad del tercer milenio antes de Cristo, aunque hay pocos trazos de este período.
La ciudad es quizás la misma que textos antiguos llamaban Ga-da-nu/niKi de los Mari. La casa reinante era probablemente amorrita. Al final del tercer milenio A.C. solo existía una población de tiempos de la Edad de Bronce sin murallas. En el norte de la actual Siria ya existían los centros de Ebla y Emar. En la segunda mitad del siglo XVIII A.C. esta región septentrional se constituyó en el estado Yamjad con capital en Alepo. En el oriente se hallaba la ciudad estado de Mari. Qatna, Palmira y Biblos se convirtieron en el sur de la actual Siria en otro estado importante. Mari se hallaba bajo la influencia de Šamši-Adad I, del Reino Asirio y Qatna estaba en estado permanente de animosidad. Una campaña que Qatna llevó a cabo con Shamshadad de Asur fracasó. Como símbolo de la unión el rey asirio dejó que su hijo Išme-Dagan I de Ekallatum se casase con una princesa de Qatna.
Las fuentes egipcias mencionan a Qatna por primera vez en el año 33 del reinado de Tutmosis III (aprox. 1446 a. C.).
Una esfinge de la XII Dinastía Egipta de la princesa Ita, hija de Amenemhat II (1875–1840 a. C.) muestra una influencia egipcia temprana, aunque no está claro cuándo llegó dicha esfinge a Qatna (la esfinge se halló en los restos del palacio del Bronce Tardío).
El imperio de Mitanni en Alta Mesopotamia terminó por incorporar a Qatna, pero ésta quedó en territorio en disputa entre Mitanni y Egipto. Las inscripciones del templo Nin-Egal (parte del palacio real, sala C) muestra que había mittanni que vivían en Qatna. Las campañas de los faraones Amenhotep I (1515–1494 a. C.) y Tutmosis I (1494–1482 a. C.) en Siria pudieron haber alcanzado Qatna, pero no hay evidencia concluyente. En el séptimo pilón del templo de Amón en Karnak, Tutmosis III (1479–1425 a. C.) menciona que estuvo en la tierra de Qatna en el 33º año de su reino. Amenhotep II (1427–1401 a. C.) fue atacado por las fuerzas de Qatna cuando cruzaba el río Orontes, pero resultó victorioso y adquirió un botón, entre los que se contaba el equipo de un carretero mittani. Qatna es mencionada en listas topográficas egipcias hasta los tiempos de Ramsés III (1180 a. C.). Hay tablillas cuneiformes descubiertas bajo el Palacio Real en Qatna que mencionan un rey Idanda, previamente desconocido, que habría reinado aprox. en 14000 a. C.

## Historia de la exploración
Las primeras excavaciones en los años 1920 tuvieron lugar bajo la dirección de Du Mesnil du Buisson. Produjeron pocos descubrimientos de la Edad de Bronce. En una cámara mortuaria se hallaron junto a 40 esqueletos armas de cobre y bronce y gran cantidad de cerámicas. La ciudad estaba rodeada por un muro con torres en el este y el oeste. Entre los hallazgos se halló la esfinge egipcia ya mencionada. También se localizó un palacio del siglo XIV a. C.

### Ciudad

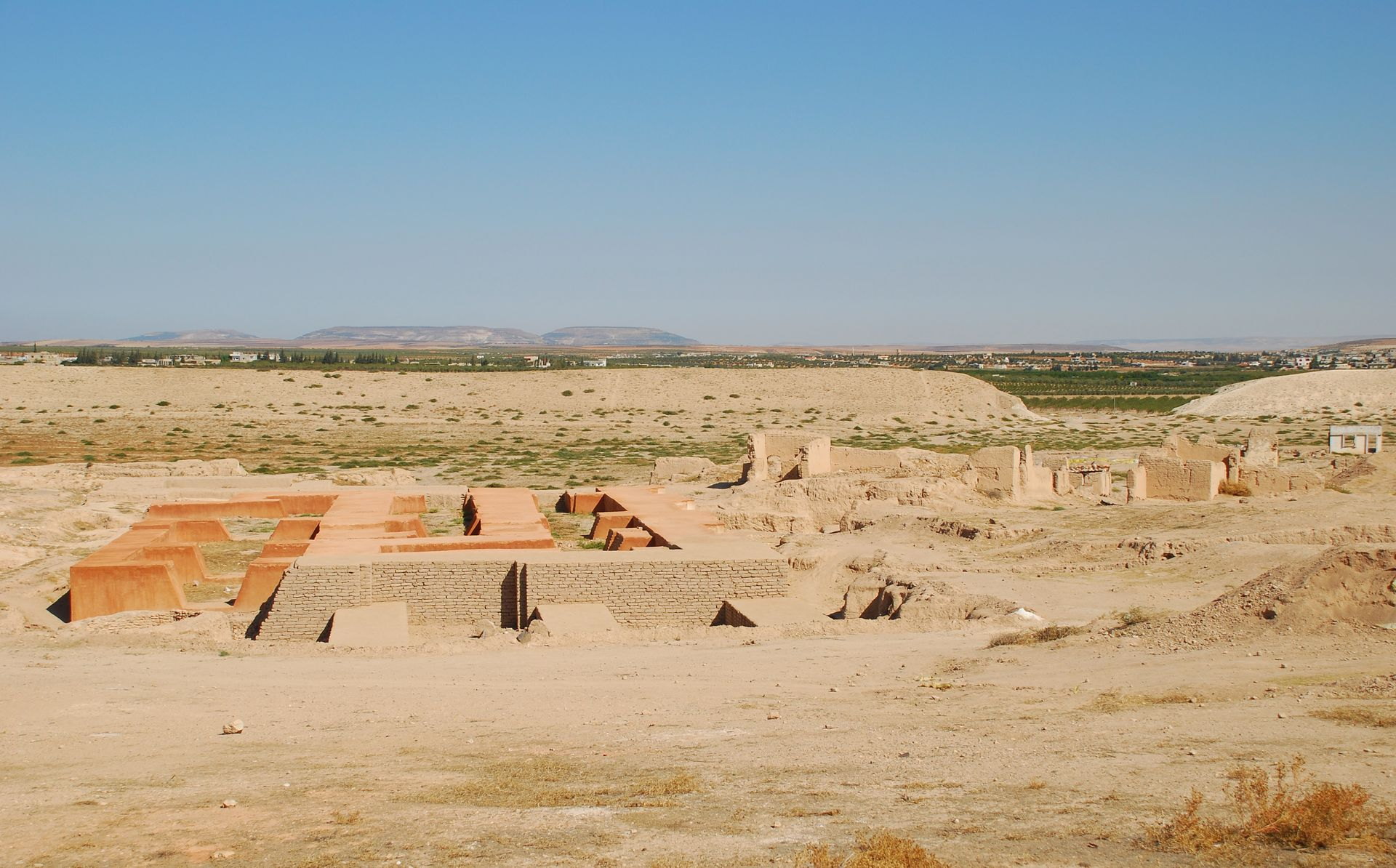
Muros básicos restaurados de un pequeño palacio en el norte. En el fondo se ve la muralla de defensa exterior. En la brecha se hallaba la puerta hacia el norte.

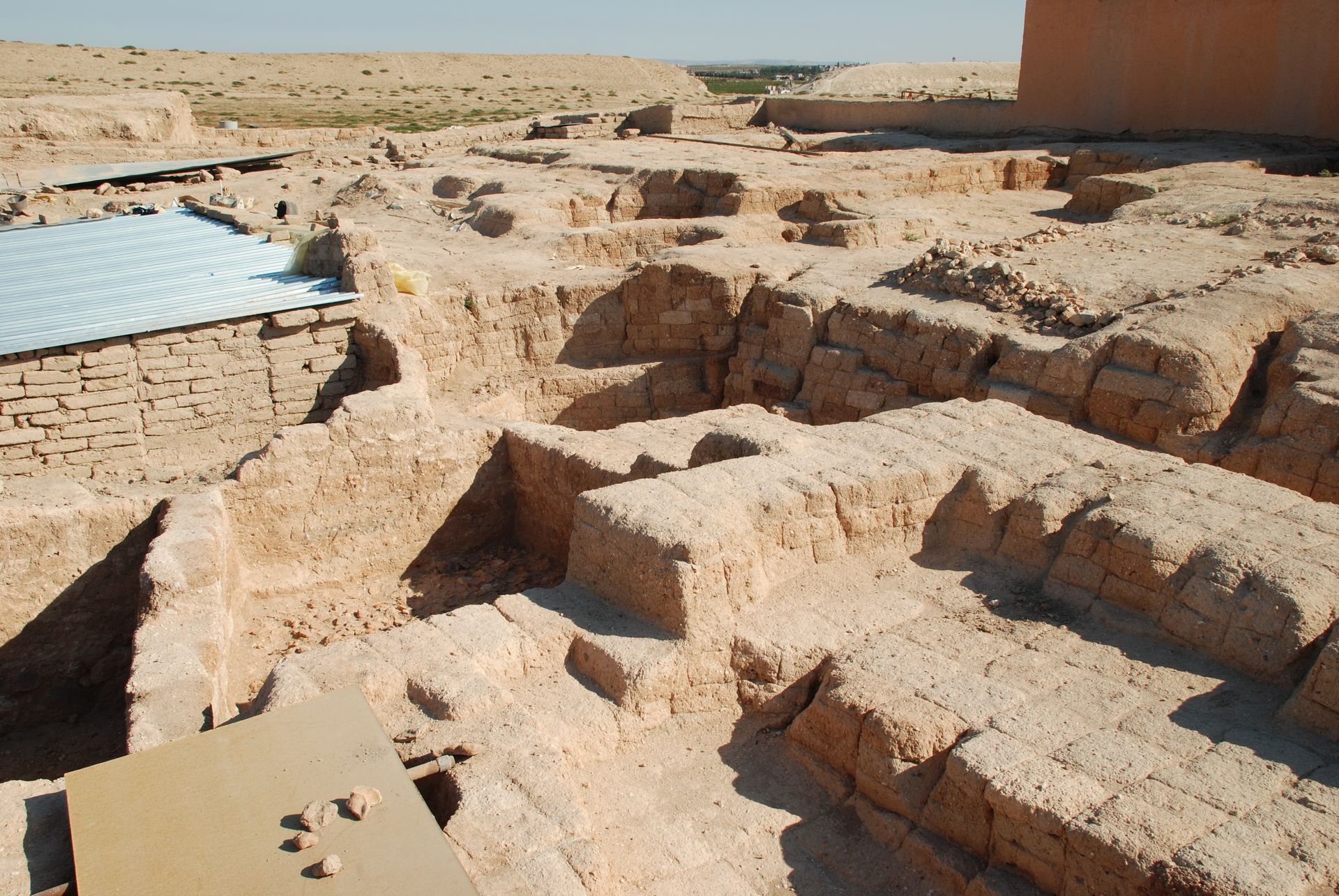
Zona de excavaciones al suroeste de la Sala de Ceremonias (sala A, cuya pared exterior restaurada se halla detrás a la derecha) en la temporada de 2009.

El área de unas 110 hectáreas estaba rodeada por murallas con una longitud de mil metros y una altura de 15 a 20 metros. En la mitad de cada lado había una puerta.
El ala occidental del palacio fue puesta al descubierto en 2008 y resultó estar en muy buenas condiciones. De una construcción de tres pisos hoy en día se conservan los muros de adobe de los dos pisos inferiores con una altura de hasta 5,30 metros. Es el primer edificio de varios pisos de Asia Occidental que se haya descubierto hasta este momento. Hay cuatro puertas con arcos de ladrillos de adobe ordenados en línea de vuelo. Se cuentan entre las construcciones de arcos mejor conservadas de la Edad de Bronce en el Medio Oriente.
En el pozo del palacio se conservaron grandes cantidades de madera gracias a la humedad. Los tramos de madera de los techos y las cubiertas de madera que cayeron en el pozo cuando el palacio resultó destruido en 1340 a. C. muestran la técnica exacta de carpintería de aquellos tiempos.

### Las tumbas reales

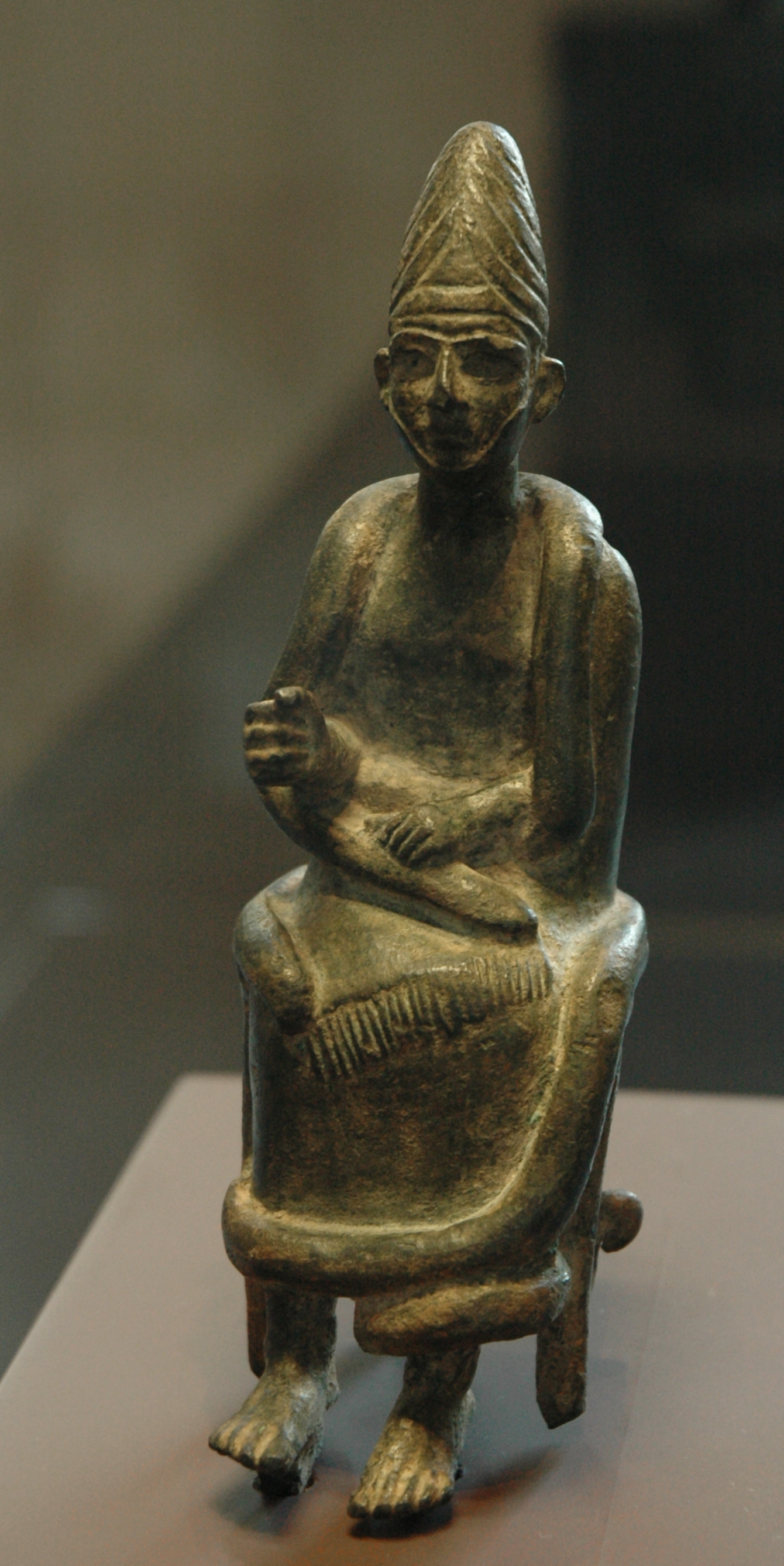
Estatuilla de dios hallada en Qatna, v. -1600, Museo del Louvre.

El descubrimiento de tumbas reales bajo el Palacio de Qatna por el equipo de exploradores alemanes es uno de los más importantes de la arqueología del Cercano Oriente en las últimas décadas.
Al lado de la sala del trono situada en el sector noreste del palacio corría un largo corredor de cuarenta metros que se hundía en el suelo hasta una profundidad de siete metros para llegar a una apertura a cinco metros de profundidad que daba acceso a un complejo funerario subterráneo. Se hallaron unas 75 tablas cuneiformes en el corredor, tablas que habían caído en ese sitio cuando se derribó la parte superior en el momento en que el edificio fue destruido. Las tablillas son del reino del rey de Idanda. Una parte de las tablillas está escrita en acadio, mientras que otra está en hurrita.
La entrada al conjunto funerario era guardada por dos estatuas en basalto que representaban personajes masculinos sentados sobre uno trono, con la mano derecha sobre una vasija y la izquierda puesta sobre el vientre, según un estilo típicamente sirio. Se remontan al período que va entre el siglo dieciocho a diecisiete. El conjunto arquitectónico está organizado alrededor de una sala central que mide 9 a 7 metros y que se abre a otras salas de dimensiones más modestas.

### Huesos de elefantes
En dos cámaras del palacio real se hallaron huesos de elefantes que tuvieron que haber vivido en los pantanos del valle de Orontes al oeste de Qatna. Se trata de una especie hoy en día extinta, el  elefante sirio (Elephas maximus asurus). Los informes de los faraones egipcios Tutmosis I y Tutmosis III se refieren a cazas de elefantes en la región de la actual Siria Occidental.

## Gobernantes
- Išḫi-Addu
- Amut-pî-El
- Naplima
- Sînaddu, hijo de Naplima (¿?)
- Idadda aprox. 1400 A.C.,
- Akizzi (Cartas de Amarna, EA 52-55)